# Freio a tambor

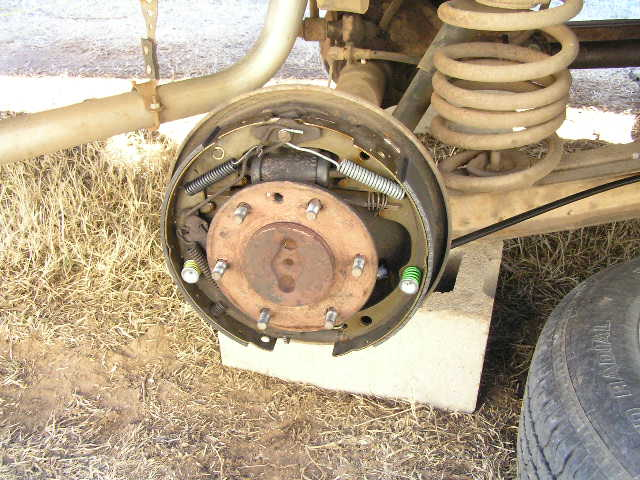
Uma eixo de caminhão com o freio a tambor exposto.

Um freio a tambor (português brasileiro) ou travão de tambor (português europeu) é um mecanismo de frenagem/travagem presente em diversos veículos. Seu funcionamento é similar ao do freio a disco(pt-BR) ou travão de disco(pt-PT?).

## Funcionamento
Os freios a tambor funcionam a partir do mesmo princípio do freio a disco: as sapatas(pt-BR) ou os calços(pt-PT?) impulsionadas/os pelos êmbolos do cilindro de roda exercem pressão sobre uma superfície giratória, que no caso é o tambor propriamente dito. Muitos carros têm freios a tambor nas rodas traseiras e a disco nas dianteiras. Os freios a tambor têm mais peças e são mais difíceis de serem reparados do que os freios a disco, porém, têm a fabricação relativamente mais barata. Quando a pessoa pisa no pedal do freio, as sapatas de freio(pt-BR) ou os calços de travão(pt-PT?) são empurradas/os contra o tambor. Isto permite a frenagem/travagem do veículo. Em geral, a eficiência de frenagem/travagem do sistema varia entre 15 a 30%. É possível e totalmente utilizado nos dias de hoje o sistema ABS em freios a tambor.
Alguns modelos utilizam o sistema freio de estacionamento ou popularmente conhecido como freio de mão(pt-BR) ou travão de mão(pt-PT?).